# بازی آرکید

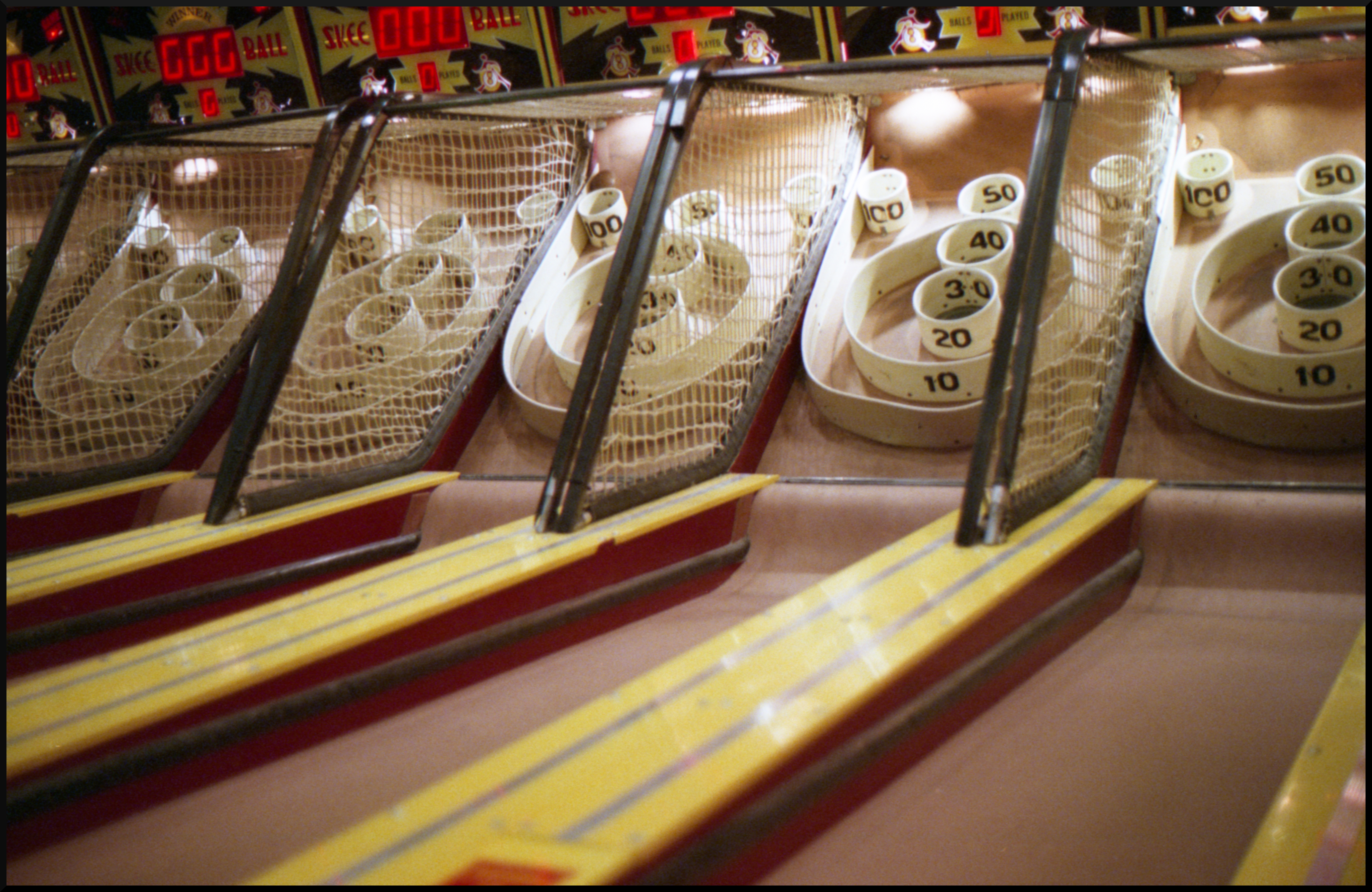
Skee-Ball یکی از اولین بازی‌های آرکید بود.

بازی آرکید یک دستگاه مرتبط با سرگرمی سکه‌ای (همچنین کارتی و اسکناسی) که معمولاً در اماکن عمومی مانند رستوران‌ها، کافه‌ها و به‌خصوص محل‌های برگزاری بازی‌های ویدئویی کار گذاشته می‌شود. اکثر بازی‌های آرکید شامل بازی‌های ویدئویی، ماشین پین‌بال، جوک‌باکس، بازی‌های الکترومکانیک و سرگرمی جرثقیل چنگکی کالا هستند. عصر طلایی بازی‌های آرکید از اواخر سال ۱۹۷۰ شروع شده و تا اواسط سال ۱۹۹۰ ادامه داشت. اما این دستگاه‌ها با روی کارآمدن کنسول‌های بازی خانگی محبوبیت خود را کم‌کم از دست دادند.
بازی‌های ویدئویی آرکید معمولاً دارای مراحل کمی می‌باشند که با جلوتر رفتن بازی، به سرعت درجه سختی آن نیز افزایش پیدا می‌کند و توسط کنترل‌کننده‌های مکانیکی انجام می‌شوند. بازی‌کننده تا زمانی که شخصیت بازی زنده است، مجاز است دستگاه را در اختیار خود داشته باشد.

## تاریخچه
اولین بازی‌های آرکید محبوب در شهربازی‌ها شامل شوتینگ گالری، بازی شیر یا خط، و اولین دستگاه‌های سکه‌ای همچون طالع بینی، آزمایش قدرت و دستگاه پخش موسیقی بودند.